# Rhyacophila pirinica
Rhyacophila pirinica là một loài Trichoptera trong họ Rhyacophilidae. Chúng phân bố ở miền Cổ bắc.